# O Grande Kilapy
O Grande Kilapy é um filme luso-angolano-brasileiro do género comédia dramática, realizado por Zézé Gamboa e protagonizado por Lázaro Ramos, Pedro Hossi, João Lagarto, Patrícia Bull e São José Correia. Estreou-se nos cinemas de Angola a 9 de julho de 2013, no Brasil foi exibido a 23 de outubro, em Portugal a 30 de outubro de 2014 e em Moçambique a 9 de abril de 2015.
A palavra "kilapy" que dá título ao filme vem da língua Kimbundu e significa “golpe” ou “tramóia”.

## Enredo
O filme decorre nos últimos anos do colonialismo português em Angola, entre os finais da década de 1960 e 1975. Desenvolve-se através do testemunho, fictício, sobre a luta da libertação de Angola e a descolonização através do personagem de Joãozinho, um anti herói apolítico.
Joãozinho estuda numa das Casas dos Império em Lisboa.

## Elenco
- Lázaro Ramos como Joãozinho
- João Lagarto como Raul
- Pedro Hossi como Pedro
- Hermila Guedes como Kika
- Buda Lira como Ernesto Lopes
- Patrícia Bull como Rita
- Pedro Carraca como Rui
- Adriana Rabelo como Mitó
- Carla Cabral como Beldade
- Sílvia Rizzo como Carmo
- São José Correia como Lola Valdez
- Alberto Magassela como Alfredo
- José Boavida como Abílio
- José Pedro Gomes como Artur
- Carlos Paca como Zeca

Participações especiais
- Antonio Pitanga como Pai de Joãozinho
- Maria Ceiça como Mãe de Joãozinho
- Filipe Crawford como Inspetor da PIDE
- Manuel Wiborg como Policial da PIDE
- Marcello Urgeghe como Policial da PIDE
- Jorge Silva como Policial da PIDE
- Carlos Sebastião como Diretor da PIDE
- Miguel Telmo como Engraxate